# Умберто Веронезі
Умберто Веронезі (італ. Umberto Veronesi; 28 листопада 1925, Мілан — 8 листопада 2016, там же) — італійський онколог і державний діяч, міністр охорони здоров'я Італії (2000—2001).

## Біографія
Народився у багатодітній сім'ї фермера, коли йому було 6 років втратив батька. Хоча він народився у католицькій сім'ї, але з 14 років відійшов від релігії, ставши агностиком.
У 1951 році закінчив факультет медицини та хірургії Міланського університету, у 1956 році — Павійський університет, спеціалізувався на хірургії, і вирішив присвятити себе вивченню та лікуванню раку: після кількох поїздок за кордон (Англія та Франція) вступив до Національного інституту раку як доброволець, пов'язавши з цією хворобою свою подальшу кар'єру.
У 1975 році очолив Національний інститут онкології. Став першим італійцем, який очолив Міжнародний онкологічний союз, у 1982 році заснував Європейську школу онкології. У 1985—1988 роках був президентом Європейської організації дослідження злоякісних пухлин, у 1991—1993 роках — Федерації європейських товариств боротьби з раком. З 1994 до 2000 року та з 2001 до 2014 рік очолював Європейський інститут онкології. Як онколог приділяв особливу увагу лікуванню раку молочної залози, розробив операцію квадрантоктомія, що передбачала видалення тільки частини грудей, запропонував техніку операції так званих сторожових лімфатичних вузлів, тобто найближчих до пухлини лімфатичних вузлів, видалення яких може запобігти метастазам.
Прибічник використання ГМО (вступав з цього приводу у відкриту полеміку з Беппе Ґрілло), стовбурових клітин і ядерної енергії, виступав за антипрогібіціонізм у політиці. Висловлювався на користь легалізації легких наркотиків й евтаназії, хоча не практикував її на ділі.
У 1993 році міністром охорони здоров'я Раффаеле Костою він був включений до складу національної комісії, яка відповідала за розробку плану боротьби з раковими захворюваннями, у 1998 році був членом комісії, яка мала оцінити наслідки протиракового лікування, відомого як «терапія Ді Белла».
Був у лавах Італійської соціалістичної партії, після її саморозпуску у 1994 році приєднався до Демократичної партії.
У 2000—2001 роках обіймав посаду міністра охорони здоров'я у другому уряді Амато. Як міністр він, зокрема, боровся за ухвалення закону про боротьбу з курінням.
У 2003 році заснував Фонд Умберто Веронезі для фінансування наукових досліджень у галузі онкології. У 2009 році зі своїм фондом він розпочав проєкт «Наука заради миру» — міжнародний рух за мир, очолюваний представниками наукового світу, зокрема кількома нобелівськими лавреатами. Мета — усунення корінних причини конфліктів і нерівності за допомогою наукового підходу та запропонувати конкретні рішення для їх подолання.
У 2008 році обраний до Сенату Італії та перебував у фракції Демократичної партії, входив до 7-ї постійної комісії Сенату (громадська освіта та культурна спадщина). 22 лютого 2011 року достроково здав мандат.
5 листопада 2010 року уряд Італії призначив Веронезі головою Агентства ядерної безпеки Італії. Призначення було сприйнято як ознаку можливого відродження італійської ядерної енергетики, але у червні 2011 року більшість виборців проголосували на референдумі проти її розвитку, і 4 вересня 2011 року Веронезі оголосив про свою відставку.
З 2010 року був президентом наукового комітету Фонду «Італія-США».
Як науковець виступав за обмеження медичних експериментів із тваринами та не вважав вживання м'яса обов'язковим, стверджуючи, що вегетаріанська дієта, якої він сам дотримувався, допомагає запобігти серйозним захворюванням, зокрема раку кишки. В очолюваному ним інституті він прийняв імператив «тварини не використовують». Також був пропагандистом усвідомленої згоди та життєвої волі та евтаназії. При цьому він був противником абортів, називаючи їх актом проти природи. Підтримав сміттєспалювальні заводи як розв'язання деяких проблем, пов'язаних з видаленням відходів, і заявив, що вони безпечні для здоров'я, був прихильником атомної енергетики. Був прихильником легалізації одностатевих відносин. Неодноразово стверджував тезу про моральну та інтелектуальну перевагу жінок над чоловіками, оскільки жінки — це інстинктивна та повна велич, генетична велич, яка ґрунтується на поєднанні ДНК і розумових характеристик, що призводить до кращої здатності до адаптації.
Помер 8 листопада 2016 року у Мілані.

## Особисте життя
Був одружений з Сусанною (Султані) Расон (Susanna (Sultana) Razon). Батько сімох дітей — шестеро з них від дружини, один — від зв'язку з онкологом Еммануелою Проперці (Emanuela Properzi). Син — Альберто Веронезі — став відомим диригентом. У 2013 році Умберто Веронезі сказав в інтерв'ю, що надає перевагу віршам Емілі Дікінсон, Анни Ахматової та Марини Цвєтаєвої. Спав три-чотири години на добу, присвячуючи вільний час поезії та богослов'ю, Біблія залишалася настільною книгою Веронезі, хоча він вважав, що «люди створили Бога, а не Бог — людину».

## Нагороди та звання
- Золота медаль за заслуги у галузі здоров'я нації та громадського здоров'я[it] (8 листопада 1974)[12]
- Кавалер Великого хреста ордену «За заслуги перед Італійською Республікою» (5 січня 1982)[13]
- Міжнародна премія короля Фейсала (2003)